# Capanna Punta Penia
Die Capanna Punta Penia (deutsch Punta-Penia-Hütte) ist eine private Schutzhütte in der Marmolatagruppe im Trentino. Die in der Regel von Mitte Juni bis Mitte September geöffnete Hütte verfügt über 10 Schlafplätze.

## Lage

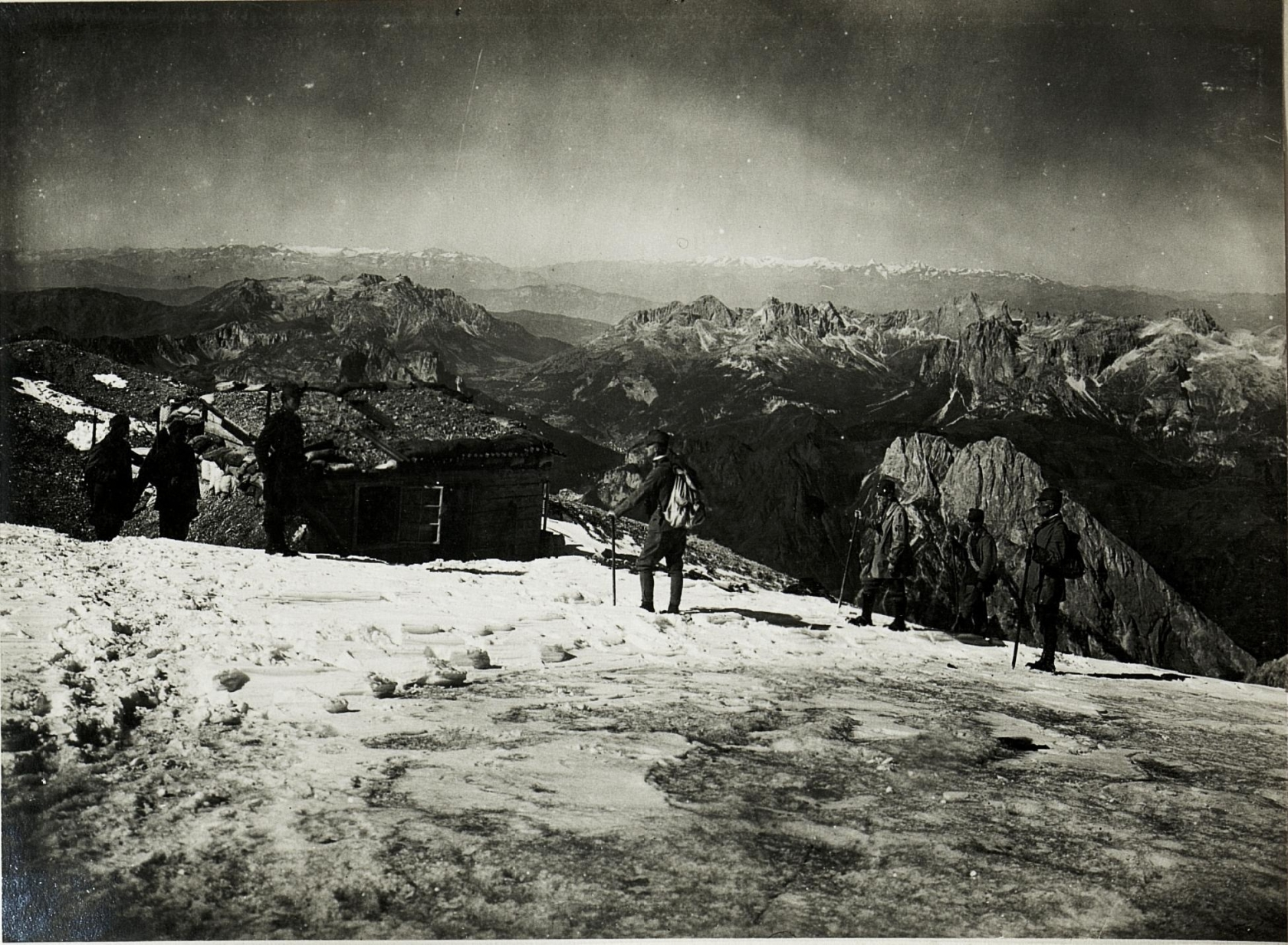
Die österreichisch-ungarische Kriegsbaracke auf der Punta Penia (1917). Im Hintergrund rechts die Rosengartengruppe

Die Capanna Punta Penia liegt auf der Marmolata im Gemeindegebiet von Canazei knapp an der Grenze zur Provinz Belluno auf 3340 m s.l.m. Sie ist damit die höchste Schutzhütte der Dolomiten und befindet sich nur wenige Meter unterhalb der nordöstlich von der Hütte gelegenen Punta Penia, die mit 3343 m der höchste Gipfel der Dolomiten ist. An der Hütte führt eine Variante des Dolomiten-Höhenweges 2 vorbei und endet der von der Forcella Marmolada am Westgrat der Marmolata entlangführende Marmolata-Klettersteig. Die ungeheizte Schutzhütte ähnelt mehr einer bewirtschafteten Biwakhütte und besitzt eine kleine Küche, Speiseraum sowie Schlafräume. Das mit Stahlseilen gesicherte Toilettenhäuschen liegt direkt über dem Abgrund der etwa 800 m tiefen Marmolata-Südwand.

## Geschichte
Die eingeschossige mit Aluminium verkleidete Holzhütte wurde Ende der 1940er Jahre auf den Resten einer alten österreichisch-ungarischen Kriegsbaracke aus dem Ersten Weltkrieg von einem Bergführer aus Alba di Canazei in Eigeninitiative errichtet. In der Folgezeit wurde die spartanische Hütte mehrmals ausgebaut. Bis in die 1980er Jahre bot die Capanna Punta Penia keine Schlafplätze. Während des Herbststurms Vaia Ende Oktober 2018, bei dem an der nur wenige hundert Meter entfernten Messstation an der Punta Rocca Sturmböen über 200 km/h  gemessen wurden, wurde die Hütte beschädigt.

## Zugänge
- Vom ehemaligen Rifugio Pian dei Fiacconi, 2611 m ⊙ in 3 ½ Stunden[3]
- Vom Rifugio Contrin, 2016 m ⊙ auf Weg 606 und Klettersteig Marmolada  oder Hans Seyffert-Weg in 5 Stunden